# Junkers Ju 85
Bei dem Projekt Junkers Ju 85 handelt es sich um den Entwurf eines zweimotorigen Schnellbombers auf Basis der Junkers Junkers Ju 88.

## Entwicklung
Als von Seiten des Reichsluftfahrtministeriums 1937 für die Ju 88 eine Abwehrbewaffnung nach hinten gewünscht wurde, die aber aufgrund des Zentralleitwerkes von diesem Typ nicht erfüllt werden konnte, entschloss man sich bei Junkers in Dessau zum Parallelentwurf Ju 85, den etwa 90 % Teilegleichheit mit der Ju 88 auszeichnete. Der wesentliche Unterschied zwischen diesen beiden Typen war das Doppelleitwerk der Ju 85.

### Ju 85 A
Als Ausgangsmuster für diese Variante diente die Ju 88 V3. Ohne weitere Änderungen wurde das Doppelleitwerk integriert und ein MG 7,92 mm als B-stand montiert. Die Ju 85 A wurde nach dem Attrappenbau nicht weiter verfolgt, da die Abwehrbewaffnung zu gering erschien.

### Ju 85 B
Die Ju 85 A wurde weiter modifiziert und mit einem vollverglasten Kampfkopf ähnlich dem der Junkers Ju 188 ausgerüstet. In diesem Kampfkopf wurden nun 4 MG 7,92 mm eingebaut. Nach dem Attrappenbau 1939 wurde der Typ jedoch aufgegeben, weil der geringe Luftwiderstand des Zentralleitwerks der Ju 88 nun wieder bevorzugt wurde
Als Motorisierung waren 2 Jumo 211 A/B vorgesehen.